# جان بیتی (کنگره قاره‌ای)
جان بیتی (John Beatty) (زادهٔ ۱۰ دسامبر ۱۷۴۹ – درگذشتهٔ ۳۰ مه ۱۸۲۶)، برده‌دار، پزشک و دولتمرد آمریکایی از پرینستون، نیوجرسی بود.

## اوایل زندگی
او در ۱۰ دسامبر ۱۷۴۹ در نشامینی در استان پنسیلوانیا زاده شد. بیتی بزرگ‌ترین فرزند از ۱۰ فرزند کشیش متولد ایرلند از چارلز کلینتون بیتی و آن (نام تولد: ریدینگ) بیتی بود، والدین وی در ۱۷۴۶ میلادی باهم ازدواج نموده بودند. پدر وی کشیش مسیحیت مشایخی بود که در میان سرخپوستان آمریکا به تبلیغ مذهبی می‌پرداخت.
پدربزرگ مادری وی جان ریدینگ رئیس شورای استانی نیوجرسی و سرپرست فرماندار استان نیوجرسی بود. پدربزرگ و مادربزرگ پدری وی به ترتیب جان بیتی و کریستیانا (نام تولد: کلینتون) بیتی نام داشتند. مادربزرگ جان دختر جیمز کلینتون و خواهر چارلز کلینتن بود (چارلز کلینتون پدر سرلشکر دوران انقلابی جیمز کلینتون و معاون رئیس‌جمهور جورج کلینتون و پدربزرگ فرماندار نیویورک دوایت کلینتون بود).
بیتی در ۱۷۶۹ میلادی از کالج نیوجرسی (بعدتر به دانشگاه پرینستون معروف شد) فارغ‌التحصیل گردید. وی یکی از دانشجویان پدر بنیان‌گذار آمریکا بنجامین راش بود.

## حرفه
بیتی یک پزشک شد و نخستین حرفه پزشکی خود را در هارتسویل، پنسیلوانیا آغاز کرد. در جریان جنگ انقلاب آمریکا، او به درجه نظامی سرگرد در هنگ ششم پنسیلوانیا در ارتش قاره‌ای رسید. او در تسلیمی قلعه واشینگتن در ۱۶ نوامبر ۱۷۷۶ دستگیر شده بود. پس از مبادله زندانیان و آزادی، او به درجه نظامی سرهنگ ترفیع داده شده و به عنوان کمیساری عمومی زندانیان گماشته شد.
با پایان جنگ، او به یکی از شهروندان نیوجرسی مبدل شده بود، از ۱۷۸۱ تا ۱۷۸۳ میلادی به عنوان نماینده شهرستان میدلسکس، نیوجرسی در شورای قانون‌گذاری نیوجرسی (حالا مجلس سنای نیوجرسی) خدمت کرد و از ۱۷۸۴ تا ۱۷۸۵ میلادی نماینده ایالت نیوجرسی در کنگره قاره‌ای بود.
در ۱۷۸۴ میلادی، زمانی که توماس جفرسون طرح ممنوعیت برده‌داری در تمامی قلمروهای آینده را برای رأی‌گیری به کنگره پیشکش نمود، بیتی مریض بود و نتوانست در جلسه حاضر شود. آنگونه که جفرسون بیان داشت، «جرسی می‌توانست کار را به اتمام برساند، چون اینجا تنها دو عضو آنها حضور داشت و یک عضو دیگر آنها [بیتی] در اتاق خود بیمار بود»؛ از اینرو نیوجرسی نتوانست رأی خود را تسلیم کند. این طرح با تفاوت یک رأی ناکام ماند.
بیتی از ۱۷۸۹ تا ۱۷۹۰ میلادی رئیس مجلس عمومی نیوجرسی بوده و از ۱۷۹۳ تا ۱۷۹۵ میلادی به عنوان عضو مجلس نمایندگان ایالات متحده در سومین کنگره خدمت کرد. او بعدها از ۱۷۹۵ تا ۱۸۰۵ میلادی به عنوان دبیر ایالت نیوجرسی خدمت کرد.

## زندگی شخصی
بیتی با کاترین دکلاین (۱۷۷۳ – ۱۸۶۱ میلادی) ازدواج کرده بود و همسر وی دختر ماری (نام تولد وان سانت) دکلاین و برانت دکلاین بود، کسی که در جریان جنگ انقلاب آمریکا به یکی از فروشندگان ثروتمند پارچه به ارتش قاره‌ای مبدل شده بود. آنها صاحب دو فرزند بودند، رابرت بیتی و ویلیام بیتی.
بیتی به عنوان عضو اصلی انجمن سینسیناتی در ایالت نیوجرسی پذیرفته شده و از سال ۱۸۲۳ میلادی تا زمان مرگ خود در ۳۰ مه ۱۸۲۶ در ترنتون، شهرستان مرسر، نیوجرسی، به عنوان خزانه‌دار این سازمان خدمت کرد.

### میراث
انجمن تاریخی پرسبیترین در فیلادلفیا، پنسیلوانیا کلکسیونی از مقالات شخصی مشتمل بر خاطرات، مکاتبات و یادداشت‌های نسب‌شناسی مرتبط با خانواده بیتی را حفظ کرده‌است. علاوه بر اوراق مرتبط با جان بیتی، این کلکسیون همچنین شامل ژورنال‌هایی از پدر وی چارلز کلینتون بینی است، کسی که به عنوان یکی از نخستین مبلغان مذهبی با جورج دوفیلد در میان بومی‌های آمریکایی خدمت کرد.